# Peter William Ingham
Peter William Ingham (Crows Nest, 19 gennaio 1941 – Wollongong, 26 aprile 2024) è stato un vescovo cattolico australiano.

## Biografia
Peter William Ingham nacque il 19 gennaio 1941 a Crows Nest, un sobborgo di Sydney.
Frequentò la St Leonard's Primary School a Naremburn, sempre a Sydney, e successivamente il St Pius X College a Chatswood. Entrò poi al St. Columba's College a Springwood e al Seminario di San Patrizio a Manly in preparazione al sacerdozio.
Fu ordinato presbitero nella cattedrale di Santa Maria il 18 luglio 1964 dal cardinale Norman Gilroy e si incardinò nell'arcidiocesi di Sydney.
Dopo l'ordinazione sacerdotale svolse il suo servizio pastorale nelle parrocchie dei sobborghi di Rosebery, Newtown, St Marys e Auburn. Fu in seguito nominato segretario privato del cardinale Freeman e segretario generale dell'arcidiocesi di Sydney. Nel 1986 papa Giovanni Paolo II gli conferì il titolo di monsignore.
Il 24 maggio 1993 papa Giovanni Paolo II lo nominò vescovo ausiliare di Sydney, assegnandogli la sede titolare di Pudenziana. Ricevette l'ordinazione episcopale nella cattedrale di Sydney il 12 luglio seguente per imposizione delle mani del cardinale Edward Bede Clancy.
Otto anni dopo, il 6 giugno 2001, sempre papa Giovanni Paolo II lo nominò vescovo di Wollongong. Prese possesso della diocesi il 25 luglio successivo.
Ricoprì diversi ruoli in seno alla Conferenza dei vescovi cattolici australiani e nel 2006 fu eletto presidente della Federazione delle conferenze dei vescovi cattolici dell'Oceania, carica mantenuta fino ad aprile 2011.
Nell'ottobre 2008 partecipò al XII Sinodo dei Vescovi in Vaticano e l'anno successivo fu nominato da papa Benedetto XVI membro dell'Assemblea Speciale per l'Africa del Sinodo dei Vescovi.
Resse la diocesi per 16 anni e mezzo, ritirandosi per raggiunti limiti d'età il 30 novembre 2017.
Dal 10 marzo al 31 dicembre 2020 fu visitatore apostolico della diocesi di Broome con il compito di indagare sul vescovo Christopher Alan Saunders, accusato di abusi sessuali.
Nel 2022 ricevette dalla regina Elisabetta II l'Ordine dell'Australia per "il significativo servizio alla Chiesa cattolica in Australia".
Morì a Wollongong il 26 aprile 2024, all'età di 83 anni.

## Genealogia episcopale
La genealogia episcopale è:
- Cardinale Scipione Rebiba
- Cardinale Giulio Antonio Santori
- Cardinale Girolamo Bernerio, O.P.
- Arcivescovo Galeazzo Sanvitale
- Cardinale Ludovico Ludovisi
- Cardinale Luigi Caetani
- Cardinale Ulderico Carpegna
- Cardinale Paluzzo Paluzzi Altieri degli Albertoni
- Papa Benedetto XIII
- Papa Benedetto XIV
- Papa Clemente XIII
- Cardinale Marcantonio Colonna
- Cardinale Giacinto Sigismondo Gerdil, B.
- Cardinale Giulio Maria della Somaglia
- Cardinale Carlo Odescalchi, S.I.
- Cardinale Costantino Patrizi Naro
- Cardinale Serafino Vannutelli
- Cardinale Domenico Serafini, O.S.B.
- Cardinale Pietro Fumasoni Biondi
- Arcivescovo Filippo Bernardini
- Cardinale Norman Gilroy
- Cardinale James Darcy Freeman
- Cardinale Edward Bede Clancy
- Vescovo Peter William Ingham